# Kościół św. Jana Chrzciciela w Pieniążkowie
Kościół św. Jana Chrzciciela w Pieniążkowie – rzymskokatolicki kościół parafialny należący do parafii pod tym samym wezwaniem (diecezja pelplińska) zlokalizowany w miejscowości Pieniążkowo (województwo pomorskie) na Kociewiu.

## Historia
Obiekt wzniesiono w latach 1590-1593 w stylu późnogotyckim z inicjatywy Jana Oleskiego, dziedzica Ostrowitego. Konsekrował go biskup włocławski, Hieronim Rozdrażewski 29 września 1593.
Poważne remonty kościół przeszedł w latach 1879, 1903, 1953, 1973–1975, 1988–1993, 2017–2023. Najważniejsza przebudowa miała miejsce w 1879. Dobudowano wówczas od północy zakrystię, przebudowano kruchtę od południa oraz nadano szczytom ścian i wieży charakter neogotycki. Świątynia została wpisana do rejestru zabytków województwa pomorskiego 13 lipca 1936, natomiast jej otoczenie 8 sierpnia 1996.
W XIX wieku przy kościele działało Bractwo Świętych Aniołów Stróżów.

## Architektura i wyposażenie
Świątynia jest murowana, ceglana, z drewnianymi stropami i więźbą dachową, kryta dachówką. Ma powierzchnię 176 m². Elewacja nawy i wieży ożywiona tynkowanym płycinami, dachy nawy i wieży są przesłonięte schodkowymi szczytami ze sterczynami, pięcioboczne prezbiterium pokryte jest wielopołaciowym dachem.
Wyposażenie jest barokowe, choć niektóre elementy są wcześniejsze. Należy doń m.in. płyta nagrobna Jerzego i Zofii Oleskich o cechach gotyckich. Wyrzeźbił ją prawdopodobnie gdański artysta, Willem van den Blocke. Krucyfiks pochodzi z przełomu XIV i XV wieku.

## Otoczenie
Kościołowi towarzyszą dwa budynki: dawny szpital dla ubogich z 1853 oraz plebania z 1864. Całość stanowi jednolity zespół architektoniczny.

## Galeria

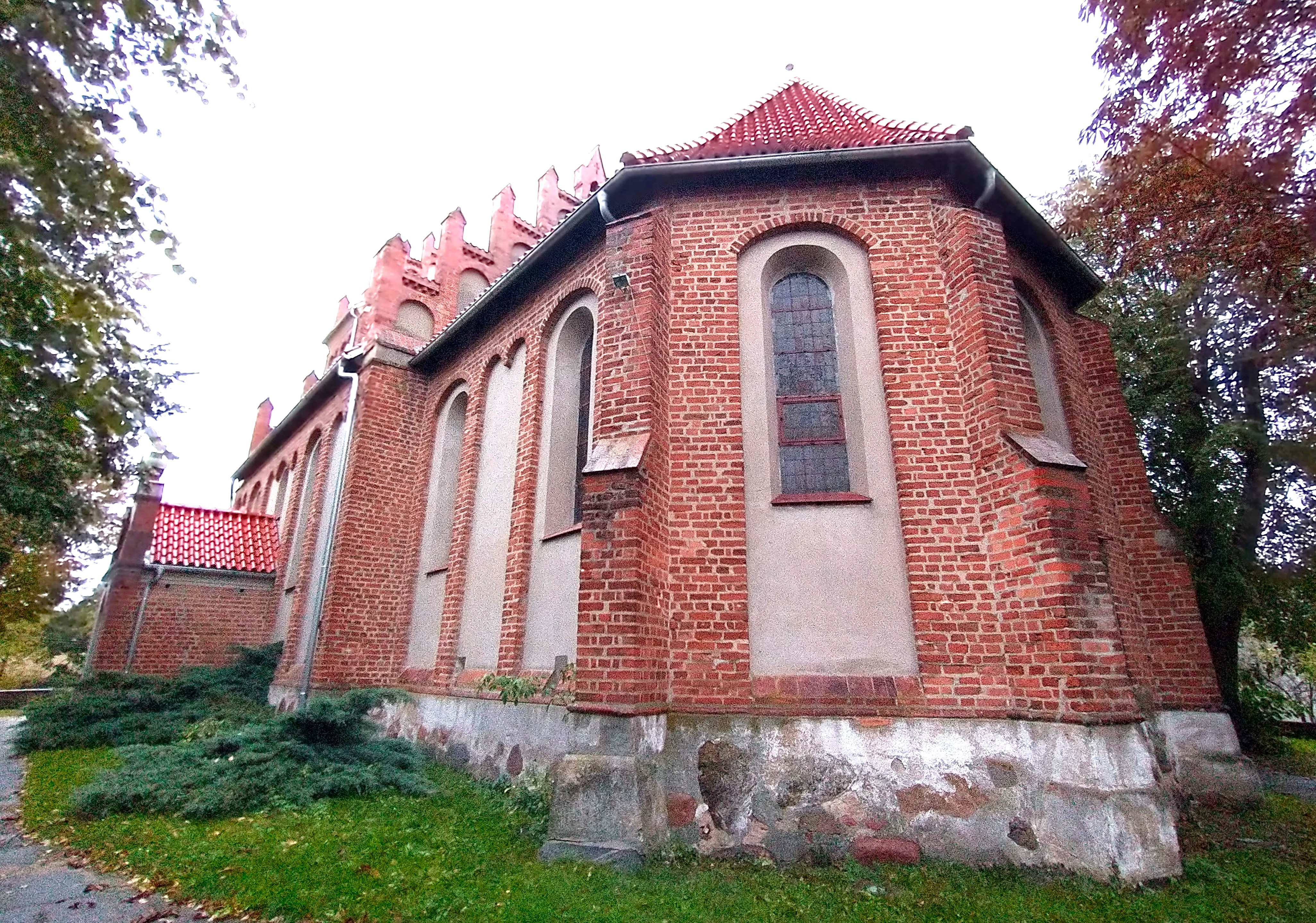
Widok od prezbiterium
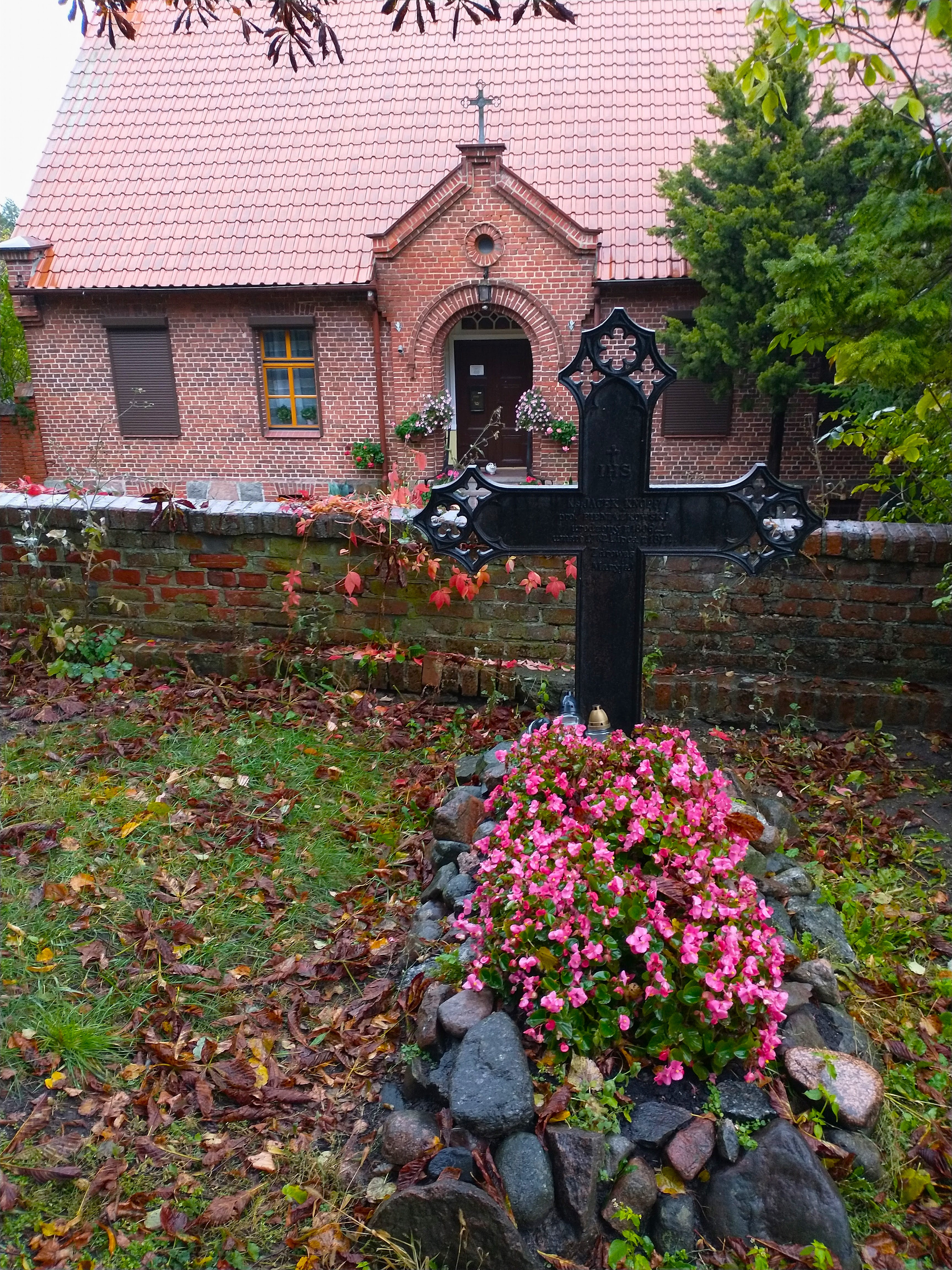
Plebania